# Sapeornis
Sapeornis (SAPE abreviação de Society of Avian Paleontology and Evolution; do grego: ornis, ave; chaoyangensis, de Chaoyang) é um gênero primitivo do período Cretáceo Inferior, datada de há 120 a 110 milhões de anos. Ah uma única espécie descrita para o gênero Sapeornis chaoyangensis. Seus restos fósseis foram encontrados na formação rochosa de Jiufotang, perto da cidade de Chaoyang, província de Liaoning, nordeste da China.

## Características anatômicas
Entre as características anatômicas encontradas no Sapeornis estão: membros anteriores extremamente longos, a crista deltóide do úmero é bem desenvolvida, metacarpos fusionados proximalmente, membros posteriores relativamente curtos, e um pigóstilo curto.
O Sapeornis possui mais características derivadas do que o Archaeopteryx, como o pigóstilo fusionado.

## Sistemática
O Sapeornis tem uma posição filogenética basal entre todas as outras aves, exceto pelo Archaeopteryx e pelo Jeholornis. Zhou e Zhang posicionaram o novo gênero dentro da classe Aves, porém não determinaram uma família ou ordem para o novo táxon. Kevian Padian (2004) posicionaram o gênero entre o clado Avialae incertae sedis.
Czerkas e Ji (2002) determinaram que o Sapeornis possuia muitas características semelhantes ao recém descrito Omnivoropteryx, podendo ser posicionado junto a família Omnivoropterygidae e ordem Omnivoropterygiformes. Entretanto Paul Sereno considerou inválido o táxon familiar por ser reduntante e não ter uma definição filogenética.
Em 2006, Zhou e Zhang, descreveram a família Sapeornithidae e ordem Sapeornithiformes, para abrigar o gênero Sapeornis.